# Cyanogomphus waltheri
Cyanogomphus waltheri är en trollsländeart som först beskrevs av Selys 1873.  Cyanogomphus waltheri ingår i släktet Cyanogomphus och familjen flodtrollsländor. IUCN kategoriserar arten globalt som livskraftig. Inga underarter finns listade i Catalogue of Life.